# Wautoma
Wautoma è un comune degli Stati Uniti d'America, situato nello Stato del Wisconsin, nella Contea di Waushara, della quale è il capoluogo.